# Feuguerolles-Bully
Feuguerolles-Bully är en kommun i departementet Calvados i regionen Normandie i norra Frankrike. Kommunen ligger i kantonen Évrecy som ligger i arrondissementet Caen. År 2022 hade Feuguerolles-Bully 1 512 invånare.

## Befolkningsutveckling
Antalet invånare i kommunen Feuguerolles-Bully
Referens: INSEE